# Сільськогосподарський енциклопедичний словник
Сільськогосподарський енциклопедичний словник — енциклопедичний однотомний довідник, у якому зібрано інформацію з різних питань, що стосуються сільськогосподарської діяльності, випущений в СРСР 1989 року. Видавництво — «Радянська енциклопедія».

## Редакційна колегія
- В. К. Мєсяц — головний редактор;
- М. М. Голишин[ru], В. Г. Гребцова, О. М. Каштанов[ru], Л. А. Корбут, Л. Н. Кузнєцов, Г. Є. Листопад[ru], Є. Н. Мішустін, О. О. Ніконов, В. Д. Панніков[ru], А. Д. Третьяков, В. С. Шевелуха, Б. Б. Шумаков[ru], Л. К. Ернст[ru].

## Бібліографічні дані
- Сельскохозяйственный энциклопедический словарь / Гл. ред. В. К. Месяц. — М.: Сов. энциклопедия, 1989. — 656 с.

| книги | Це незавершена стаття про книгу. Ви можете допомогти проєкту, виправивши або дописавши її. |